# Dirk Schwieger
Dirk Schwieger (* 1978 in Frankfurt am Main) ist ein deutscher Comiczeichner.

## Leben und Werk
Nach dem Abitur im Jahre 1998 studierte Schwieger von 2000 bis 2005 Bildende Kunst an der Universität der Künste in Berlin. Zu seinen Lehrern dort gehörten u. a. Georg Baselitz und Daniel Richter.
Bereits seit dem Jahr 2000 publiziert Schwieger die Comicnovelle ineinander im Selbstverlag. Jede Ausgabe der in losen Abständen erscheinenden und auf 13 Ausgaben angelegten Serie enthält einen Beitrag eines Gastzeichners. Unter anderem sind so bereits Geschichten von Fabian Stoltz oder Frederik Peeters in ineinander erschienen.
Nach seinem Studium hielt sich Schwieger für ein Jahr in Japan auf, im Laufe dessen der interaktive Comic-Blog Moresukine entstanden ist. Der Blog entwickelte sich zu einem Geheimtipp und Dirk Schwieger ließ sich von seinen Lesern Aufgaben stellen, die ihn zur Auseinandersetzung mit seiner dort gewählten Heimat nötigten. Internetnutzer aus aller Welt schickten Schwieger auf diese Weise auf Missionen, die Geheimnisse der japanischen Küche zu erkunden oder sich in das berüchtigte Tokioter Nachtleben zu stürzen.
Zuvor hielt sich Schwieger bereits von 2002 bis 2003 für ein Jahr in Island auf.
Seine Geschichten sind u. a. in Renate, Moga Mobo, Tentakel und Panik Elektro veröffentlicht worden.
Dirk Schwieger lebt und arbeitet in Berlin.

## Auszeichnungen
Schwieger erhielt 2007 auf der Frankfurter Buchmesse den Sondermann in der Kategorie „Newcomer“.

## Veröffentlichungen (Auszug)
- ineinander 1, der•eigen•verlag, Frankfurt (Main) 2000, ISBN 3-934948-13-8
- ineinander 2, der•eigen•verlag, Frankfurt (Main) 2001, ISBN 3-934948-12-X
- ineinander 3, der•eigen•verlag, Frankfurt (Main) 2001, ISBN 3-934948-11-1
- ineinander 4, der•eigen•verlag, Frankfurt (Main) 2002, ISBN 3-934948-10-3
- Moresukine, Reprodukt, Berlin 2007, ISBN 978-3-938511-43-5